# 西鶴諸国ばなし
『西鶴諸国ばなし』（さいかくしょこくばなし）は、江戸時代の浮世草子作品。井原西鶴作・画。貞享2年（1685年）正月、大坂の池田屋三郎右衛門刊。大本5巻5冊、各巻7話の全35話から成る。目録題「近年諸国咄／大下馬」。

## 概要
目録題に「大下馬」とあるのは、宇治大納言隆国が旅人の足をとどめて聞き書きして『宇治拾遺物語』を編んだという言い伝えにならって、日本中の人たちを下馬させて聞き書きした物語の意味とされる。本作品は、全国の珍談奇談を扱った諸国話形式の説話文学と位置づけられ、人間・動植物・異類・怪異・民間伝承・当世事件など、様々な素材を題材としている。
暉峻康隆は「西鶴のユニークな人間観によって、かれこれと超自然の怪奇談を扱いながらも、その底に人間性のおかしさや怪しさを秘めたフレッシュな、「近年諸国咄」たりえたのである」と評している。一方で、「説話文学なるがゆえに底の浅い作品が多く、文学的には、低調であることは否定できない」とする評価もある。

## 内容

### 巻1
- 公事は破らずに勝つ　奈良の寺中にありし事　知恵
- 見せぬ所は女大工　京の一条にありし事　不思議
- 大晦日は合わぬ算用　江戸の品川にありし事　義理
- 傘の御託宣　紀州の掛作にありし事　慈悲
- 不思議の足音　伏見の問屋町にありし事　音曲
- 雲中の腕押し　箱根山熊谷にありし事　長生
- 狐の四天王　播州姫路にありし事　恨み

### 巻2
- 姿の飛び乗物　津の国の池田にありし事　因果
- 十二人のにわか坊主　紀伊の国淡島にありし事　遊興
- 水筋のぬけ道　若狭の小浜にありし事　報い
- 残る物とて金の鍋　大和の国生駒にありし事　仙人
- 夢路の風車　飛騨の国の奥山にありし事　隠里
- 楽しみの男地蔵　都北野の片町にありし事　現遊
- 神鳴の病中　信濃の国浅間にありし事　欲心

### 巻3
- 蚤の籠抜け　駿河の国府中にありし事　武勇
- 面影の焼け残り　京上長者町にありし事　無常
- お霜月の作り髭　大坂玉造にありし事　馬鹿
- 紫女　筑前の国博多にありし事　夢人
- 行末の宝船　諏訪の湖にありし事　無分別
- 八畳敷の蓮の葉　吉野の奥山にありし事　名僧
- 因果のぬけ穴　但馬の国片里にありし事　敵討

### 巻4
- 形は昼の真似　大坂の芝居にありし事　執心
- 忍び扇の長歌　江戸土器町にありし事　恋
- 命に替わる鼻の先　高野山大門にありし事　天狗
- 驚くは三十七度　常陸の国鹿島にありし事　殺生
- 夢に京より戻る　泉州の堺にありし事　名草
- 力なしの大仏　山城の国鳥羽にありし事　大力
- 鯉の散らし紋　河内の国内助が淵にありし事　漁師

### 巻5
- 提灯に朝顔　大和の国春日の里にありし事　茶の湯
- 恋の出店　江戸の麹町にありし事　美人
- 楽しみの麻姑の手　鎌倉の金沢にありし事　生類
- 闇の手形　木曽の街道にありし事　横道
- 執心の息筋　奥州南部にありし事　幽霊
- 身を捨てる油壺　河内の国枚岡にありし事　後家
- 銀が落としてある　江戸に此仕合せありし事　正直